# Sotlav
Sotlav (Cyphelium inquinans) är en lavart som först beskrevs av James Edward Smith, och fick sitt nu gällande namn av Vittore Benedetto Antonio Trevisan de Saint-Léon. Sotlav ingår i släktet Cyphelium och familjen Physciaceae.  Arten är reproducerande i Sverige. Inga underarter finns listade i Catalogue of Life.

## Källor

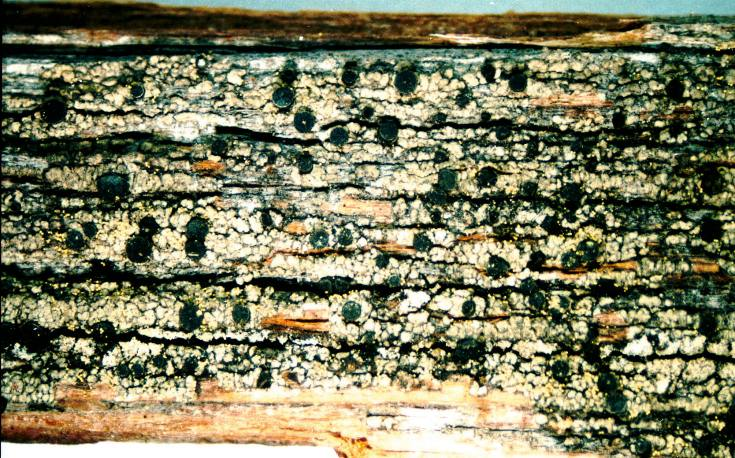
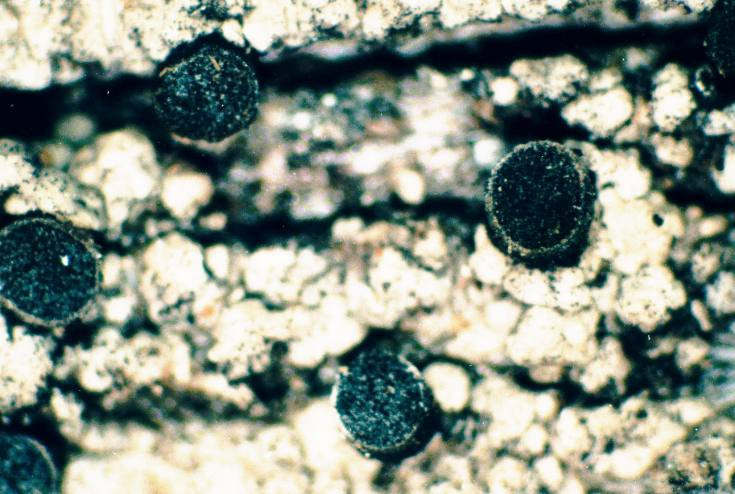
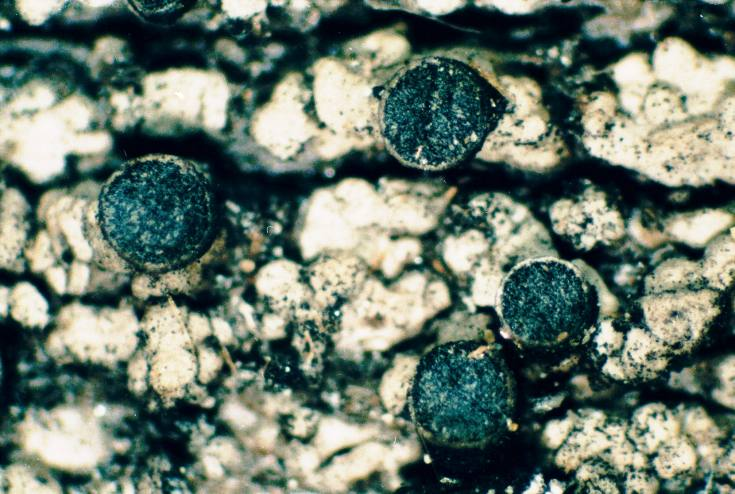
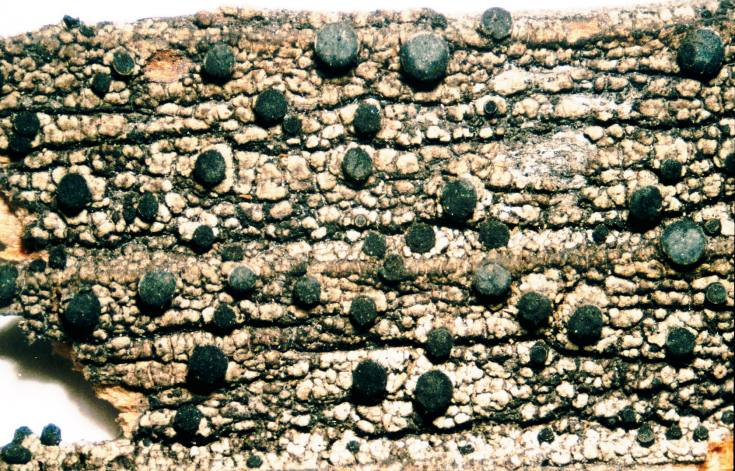
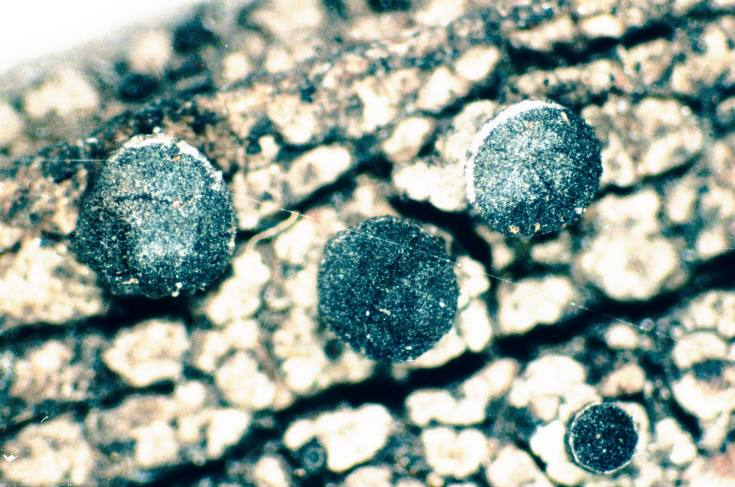
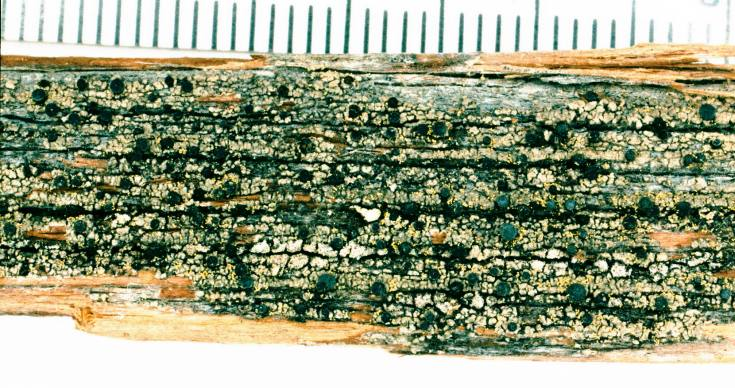